# Intérieur d'une chambre avec balcon
Intérieur d'une chambre avec balcon (en allemand, Das Balkonzimmer), nommé aussi La salle à manger de Menzel, dans la Schoneberger Strasse 18, est une peinture à l'huile sur carton de 1845 du peintre allemand Adolph von Menzel. C'est l'œuvre principale de sa première période et l'un de ses tableaux les plus connus. Il appartient à la collection de l'Alte Nationalgalerie de Berlin depuis 1903.

## Description
Le tableau mesure 58 × 47 cm. La signature de Menzel figure en bas à droite : « AM /45 ». Le marchand d'art de Berlin R. Wagner l'achète à l'artiste. En janvier 1903, deux ans avant la mort de Menzel, Hugo von Tschudi, alors directeur de la Nationalgalerie, acquiert le tableau. Depuis lors, il y porte le numéro d'inventaire AI 744.
La peinture restitue l'ambiance d'un appartement bourgeois un après-midi d'été. Le confort frais de la pièce contraste avec la chaleur extérieure. La pièce est manifestement peu meublée ou nue, et est inondée du soleil qui filtre à travers un rideau blanc. Le rideau est légèrement gonflé, ce qui laisse envisager une faible rafale de vent. Par son vide, la pièce semble presque désolée. Seuls quelques meubles usuels se trouvent dans la pièce : un miroir, deux chaises placées au hasard face à face, un tapis modeste et un canapé qui est esquissé sur le bord gauche de la peinture, mais qui apparaît plus clairement dans le miroir. La pièce parait inconfortable, en contraste avec les portraits d'intérieur habituels de la période Biedermeier, qui sont censées montrer le confort, la prospérité et le sens du style. Elle est déserte, meublée avec soin et est le reflet d'une vie quotidienne peu spectaculaire. Rien n'y est mis en scène ou raconté. Dans la peinture objectivement vide de Menzel, l'utilisation restreinte des couleurs a à elle seule un effet indépendant, frais et vivant sur le plan atmosphérique. L'incidence de la lumière à travers la porte ouverte du balcon, en particulier, lui donne son attrait énigmatique. La lueur illumine le sol en bois poli et le miroir mural reflète la moitié d'un tableau au cadre doré dans la zone invisible de la pièce au-dessus du canapé. Le mur, qui occupe toute la moitié gauche du tableau, a une zone de couleur plus claire avec une structure reconnaissable de l'application de peinture. Certains se sont demandé si le tableau y était peut-être inachevé, s'il s'agissait d'un reflet de la lumière ou si une nouvelle couche de peinture sur le mur était interrompue. Selon l'historien de l'art Claude Keisch, la composition de la moitié gauche du tableau avec son canapé ombragé ne permet aucune « plasticité ». La moitié de l'œuvre consiste en une zone indéfinissable. Elle contraste ainsi avec la notion traditionnelle de perspective car elle simule différentes hauteurs de vision, comme l'œil, qui s'ajuste différemment selon la distance, et voit les objets périphériques flous ou brouillés. Cette capacité de perception sélective de l'œil humain, dont parle Menzel dans ce tableau, va également à l'encontre d'une règle d'airain de la peinture depuis la Renaissance, à savoir « l'arrêt du temps ». Intérieur d'une chambre avec balcon est créé à une époque où l'idylle trompeuse de la période Biedermeier se dirige lentement vers une révolution.

## Contexte

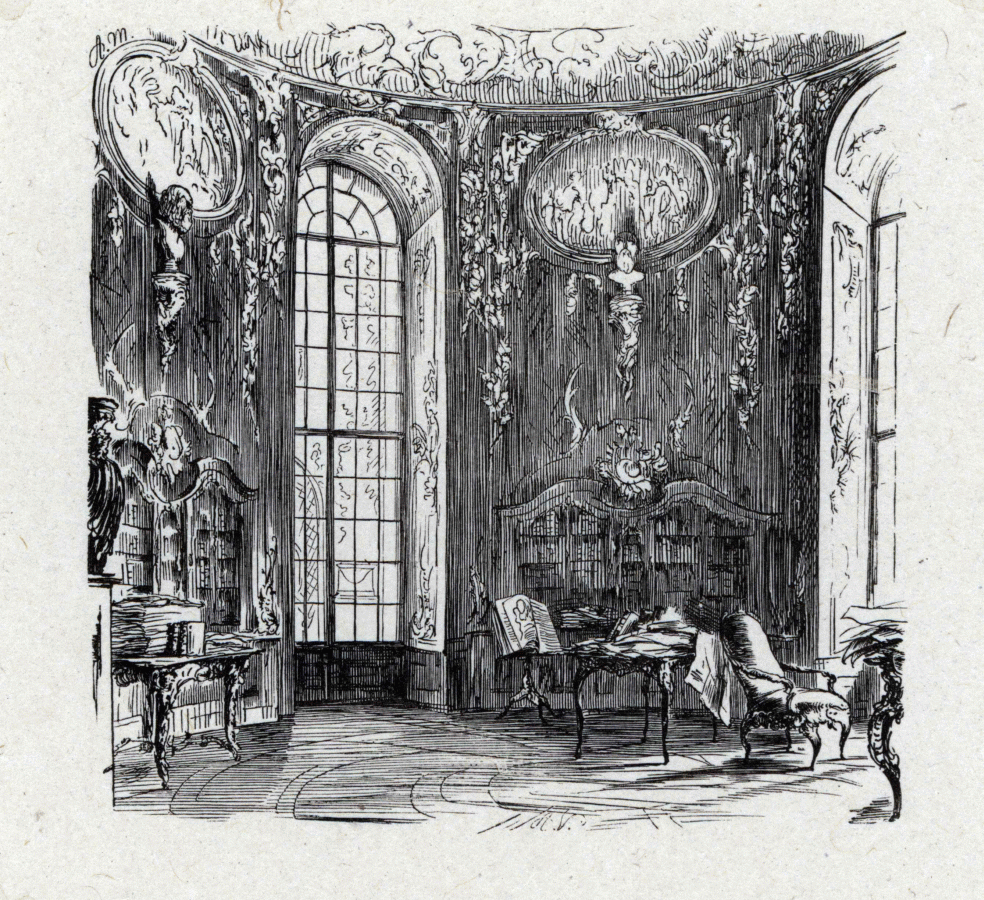
Bibliothèque du palais de Sanssouci.

Menzel a peint de nombreux tableaux de vues intérieures jusqu'en 1848. Cette pièce appartient à l'appartement de la famille Menzel dans la Schöneberger Straße, alors à la périphérie sud-est de Berlin, où l'artiste vit avec sa mère et ses frères et sœurs. À la même période, il réalise également les illustrations de l'Histoire de Frédéric le Grand en plusieurs volumes de Franz Theodor Kugler (jusqu'en 1842), qui marque sa percée artistique. Chez Kugler, Menzel utilise déjà le motif d'une porte laissant passer la lumière au chapitre 42 : il s'agit d'une gravure sur bois de la bibliothèque ronde du palais de Sanssouci, montrant les baies vitrées inondées de lumière. En plus de cet appartement, Menzel a réalisé d'autres peintures de ses appartements de la Ritterstraße et de la Marienstraße.

## Accueil
Hugo von Tschudi, alors directeur de la Nationalgalerie, ainsi que Julius Meier-Graefe, ont eu du mal à décrire et interpréter ce tableau. Tschudi le voit comme un « miracle discret » qui ne peut être capturé par des « mots maladroits ». La plupart des interprétations de cette peinture concernent l'éclairage et sa mise en couleur. Cependant, plus tard, une réévaluation inclut l'espace : c'est le contraste mentionné précédemment entre la composition de Menzel et la tradition d'une représentation en perspective uniforme. Les limites avant et latérales manquent, ce qui donne à l'œil un indice sur ce qui constitue l'étrangeté, l'aération et l'attrait inhabituels,.
L'historien de l'art Lucius Grisebach considère le tableau comme inachevé, bien que signé, et estime qu'il s'agit d'une de ses études privées, non destinée au public. Intérieur d'une chambre avec balcon peut être considéré comme une sorte d'exercice d'utilisation de la lumière dans ses peintures officielles ultérieures, comme Concert de flûte de Frédéric le Grand à Sanssouci. Ces études n'ont été connues que dans les dernières années de la vie de Menzel. La peinture privée de Menzel a pour objectif de capturer une situation attrayante avec des moyens picturaux. Dans sa vie privée, il anticipe ce que les impressionnistes français et Max Liebermann n'ont publiquement préconisé que plus tard.
La journaliste Gabriela Walde trouve le point lumineux sur le mur, qui a préoccupé de nombreux historiens de l'art, « mystérieux ». Elle voit dans ce flou « la qualité et la nouveauté de la peinture ». Le thème n'est plus « l'intérieur, mais l'immatériel, la lumière. »
L'écrivain suisse Christoph Geiser traite l'image dans son recueil d'histoires Verfehlte Orte dans une histoire intitulée Carlchen – oder das Balkonzimmer.

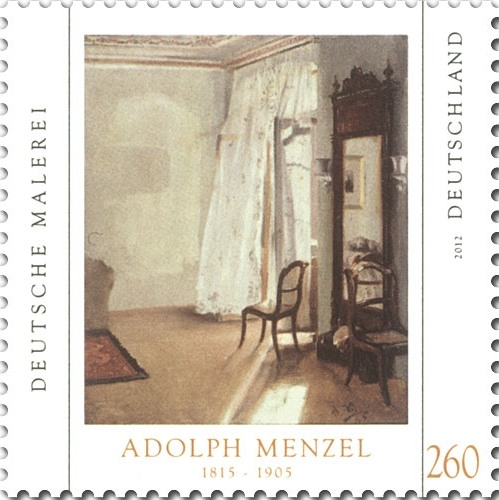
Timbre avec Intérieur d'une chambre avec balcon.

En juin 2012, un timbre de 260 cents est émis avec le tableau d'Adolph Menzel dans la série spéciale de timbres « Peinture allemande ». La date d'émission est le 14 juin 2012.

## Expositions (sélection)
- 1er mai au 23 octobre 1904 : exposition internationale d'art, palais municipal des Arts de Düsseldorf
- Janvier à mai 1906 : exposition du siècle : Ausstellung deutscher Kunst aus der Zeit von 1775–1875 (Exposition d'art allemand de la période 1775-1875), Galerie nationale royale de Berlin
- Février à mars 1935 : Adolph Menzel. Zum 120. Geburtstag und 30. Todestag des Künstlers (Adolph Menzel. Pour le 120e anniversaire et 30e anniversaire de la mort de l'artiste), Nationalgalerie en coopération avec l'Académie prussienne des arts, Berlin.
- Juin à août 1952 : Ein Jahrtausend Deutscher Kunst. Meisterwerke aus den Berliner Museen (Un millénaire d’art allemand, chefs-d’œuvre des musées de Berlin), Nouveau musée et musée national de Wiesbaden
- 1956 : A Hundred Years of German Painting (Cent ans de peinture allemande), Tate Gallery, Londres
- 14 février au 20 avril 1975 : Deutsche Malerei im 19. Jahrhundert. Eine Ausstellung für Moskau und Leningrad (La peinture allemande au XIXe siècle. Une exposition pour Moscou et Leningrad), musée Städel et Galerie municipale, Francfort-sur-le-Main
- 15 avril au 28 juillet 1996 : Menzel, 1815-1905, « la névrose du vrai », Musée d'Orsay à Paris
- 24 septembre 1998 au 10 janvier 1999 : Innenleben. Die Kunst des Interieurs. Vermeer bis Kabakov (Fonctionnement interne. L'art de l'intérieur. Vermeer à Kabakov), musée Städel et Galerie municipale, Francfort-sur-le-Main
- 22 juin au 2 septembre 2007 : Blicke auf Europa. Europa und die deutsche Malerei des 19. Jahrhunderts (Regards sur l'Europe.L'Europe et la peinture allemande du XIXe siècle ), collections de peinture de l'État bavarois, Neue Pinakothek, Munich.